# Sialec (rejon mohylewski)
Sialec (biał. Сялец; ros. Селец) – wieś na Białorusi, w obwodzie mohylewskim, w rejonie mohylewskim, w sielsowiecie Daszkauka, nad doliną Dniepru.

## Transport
W Sialcu krzyżują się drogi republikańskie R93 oraz R97. W pobliżu wsi przebiega linia kolejowa Mohylew – Żłobin.